# Friedrich Christian Weber
Friedrich Christian Weber (Date et lieu de naissance inconnus; † 1739?) est un diplomate, 'Secretarius' au service du prince-électeur de Hanovre, puis est envoyé en 1714 à la cour russe de Pierre le Grand. Son origine, sa formation et son parcours sont largement méconnus, à part par l'intermédiaire de ses écrits.

## Vie
Il commence son service auprès du Prince-électeur en 1713. De 1714 à 1719, il est envoyé à la cour de Pierre le Gran, d'où il recueille des notes qui fourniront la base de son œuvre Das veränderte Russland (La Russie transformée). La source de ses informations est inconnue, sans doute de personnes de l'entourage immédiat de Pierre le Grand.
Il épouse en février 1719 Maria Louisa Dusterwaldt à Saint-Pétersbourg.

## „Das veränderte Russland“
Constitué de trois tomes, parus en 1721 (I), 1739-1740 (II-III) sont une mine d'informations des plus diverses sur les personnes, les faits et les dates qui ont marqué la cour de Pierre le Grand.
Le premier volume reflète l'activité diplomatique de Weber  à la Cour entre 1714 et 1719. Il traite de la population, de l'art, de la religion, de l'armée, de la politique ou de l'économie. Il y fait mention des rapports avec les peuples dominés ou les puissances voisines. Weber s'attache à traduire les changements en cours, et pas seulement à décrire les villes, les régions et les personnes au pouvoir. Y est adjoint une section cartographique, dont certaines inédites à l'époque.
Le second volume commence en 1721 et s'achève à la mort de Pierre le Grand en 1725.
Le troisième volume commence avec la régence de Catherine Ire et se finit avec la mort de Pierre II.
Il ne s'agit pas à proprement parler d'une chronique ou d'une histoire du règne de Pierre le Grand, mais plutôt d'un journal ; c'est une description de journal intime mêlant faits marquants et anecdotes secondaires, sans codification chronologique stricte, à la différence de la plupart des rapports diplomatiques. Le texte se structure en paragraphes.
L’œuvre, de commande, paraît anonymement.

## Éditions
- (de) Anonyme, Das Veränderte Russland : in welchem die ietzige Verfassung Des Geist- und Weltlichen Regiments; der Krieges-Staat zu Lande und zu Wasser; Wahre Zustand der Rußischen Finantzen; die geöffneten Berg-Wercke; die eingeführte Academien, Künste, Manufacturen, ergangene Verordnungen, Geschäfte mit denen Asiatischen Nachbahren und Vasallen, nebst der allerneuesten Nachricht von diesen Völckern, Die Begebenheiten des Czarewitzen, und was sich sonst merckwürdiges in Rußland zugetragen, Nebst verschiedenen andern bißher unbekannten Nachrichten In einem Biß 1720. gehenden JOURNAL vorgestellet werden, Mit einer accuraten Land-Carte und Kupfferstichen versehen, Frankfurt, Nicolaus Förster, 1721 (lire en ligne)
  - (en) Anonyme, The Present State of Russia, vol. 2, 1722-1723
  - Un ministre étranger, Mémoires pour servir à l'histoire de l'empire Russien, sous le regne de Pierre le Grand, Johnson & van Duren, 1725 (lire en ligne)
  - Un Allemand résidant en cette cour, Mémoires sur l'état présent de la Grande Russie ou Moscovie, vol. 2, Paris, Pissot, 1725 (lire en ligne)
  - (de) Das veränderte Russland (tome I), Nicolaus Förster, 1738 (lire en ligne)

- (de) Das veränderte Russland (tome II et III), Nicolaus Förster, 1739-1740
- (de) Das veränderte Russland (tome I, II et III), Nicolaus Förster, 1744 (lire en ligne)